# Marianne Gossweiler
Marianne Gossweiler est une cavalière suisse de dressage de haut niveau. Au cours de sa carrière, elle a remporté la médaille d'argent par équipe aux Jeux olympiques d'été de 1964 à Tokyo et la médaille de bronze par équipe aux Jeux olympiques d'été de 1968 à Mexico.